# Näsbypark
Näsbypark är en del av Täby kommun, Stockholms län. Den ligger i kommunens sydöstra del och gränsar i söder till Lahäll, i öster mot Stora Värtan, i nordväst mot Viggbyholm och i väster mot motorvägen E18. Området är känt som ett av de mer exklusiva bostadsområdena i Täby med en stor andel villor, lägenheter och radhusbebyggelse i sjönära miljö.

## Historia

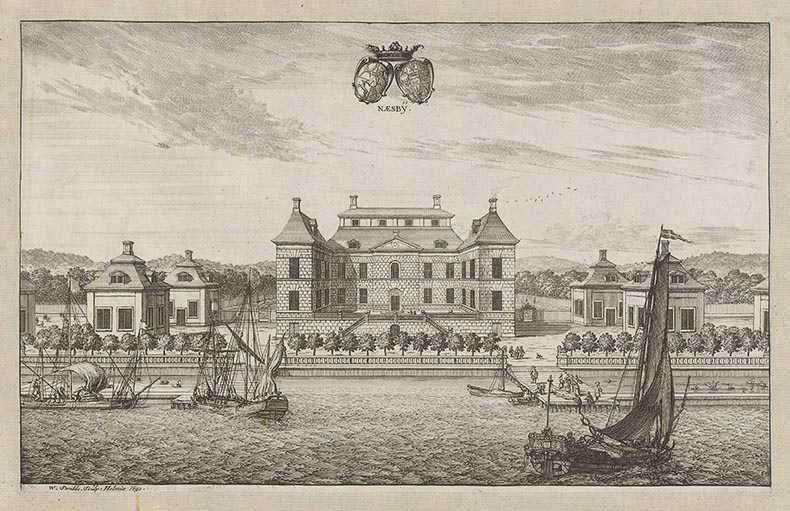
Näsby slott vid 1600-talets slut på kopparstick efter Erik Dahlbergh, i Suecia antiqua et hodierna.

Redan så tidigt som på 1300-talet finns det dokumenterat ett slott beläget vid Näsbyviken i södra Roslagen. Slottet gick under namnet Näsby slott och fanns lagfört under Uppsala ärkebiskopsstol. Slottet, vars ägor var mycket omfattande, har fått ge namn åt många platser runt om i nuvarande Täby kommun bl.a. Näsbypark, Näsbydal och Roslags-Näsby. Slottet fick sitt nuvarande utseende under 1600-talet efter ritningar av Nicodemus Tessin d.ä. och flera parker planterades runt slottet. Det är efter dessa slottsparker som området Näsbypark fått sitt namn. En pampig allé på över en kilometer planterades även till slottet. 
Slottets klart mest kände slottsherre är Carl Robert Lamm, som med sin omfattande konstsamling av bl.a. Bruno Liljefors och Anders Zorn,  har bidragit till att sprida slottets anseende. På 1940-talet övertog försvarsmakten slottet och inrättade här Kungliga Sjökrigsskolan som blev kvar till 1987. I höghus intill slottet låg tidigare pliktverket.    
Området började exploateras av Näsby Fastighetsaktiebolag (bildat av Carl Robert Lamm) för bostadsbebyggelse på 1920-talet och området växte snabbt. Tomterna runt slottet och allén var de första att bebyggas men senare spred sig villaområdet längre och längre norrut. År 1928 hade man dragit en gren av Djursholmsbanorna till Lahäll och då villabebyggelsen ökade runt Näsby slott drogs linjen vidare till Näsbypark 1937. En hållplats anlades där järnvägen mötte Näsby allé och hållplatsen fick samma namn som allén. Slutstationen blev vid torpet Tullhus (Djursholmsvägen 67) och här kunde tågen vända för tillbakafärd mot Stockholms östra. Stationen fick kort och gott namnet Näsby Park (senare ändrat till Näsbypark).

## Bebyggelse
Centrumanläggningen, som invigdes den 8 oktober 1961, innehåller ett tiotal butiker, bibliotek och restauranger. Anläggningen har rustats upp flera gånger för att öka kundtillströmningen, senast 2005. Förhandlingar har pågått i syfte att få Systembolaget att öppna en butik i centrumet.
Runt centrumet finns ett antal flerbostadshus i flera våningar, bland annat Fregatten och kring Eskadervägen, medan övriga delar huvudsakligen består av villor. Många av villorna är från 1940- och 50-tal och byggda i funkisstil, det finns dock en stor variation av moderna och äldre villor i Näsbypark. Villapriserna är de högsta i Täby och ligger mellan 6 och 15 miljoner (2010). Dyrast är området "Sjösidan" mellan Värtan och Djursholmsvägen med uteslutande villor i prisklassen 8 till 25 miljoner. 
Inom området finns det fyra kommunala skolor, Slottsparksskolan (F-3), Norskolan (F-3), Näsbyparksskolan (4-9) Nytorpsskolan (4-9) och en fristående reursskola, Helleborusskolan (1-9) Det finns även tre friskolor Internationella engelska skolan, Spiraskolan och Kunskapsskolan. Det finns även en rad olika förskolor, som t ex Slottets förskola och Näsbylundens förskola. Dessa ligger i slutet av Centralparken och gränsar till en konstgräsplan. 

## Kommunikationer

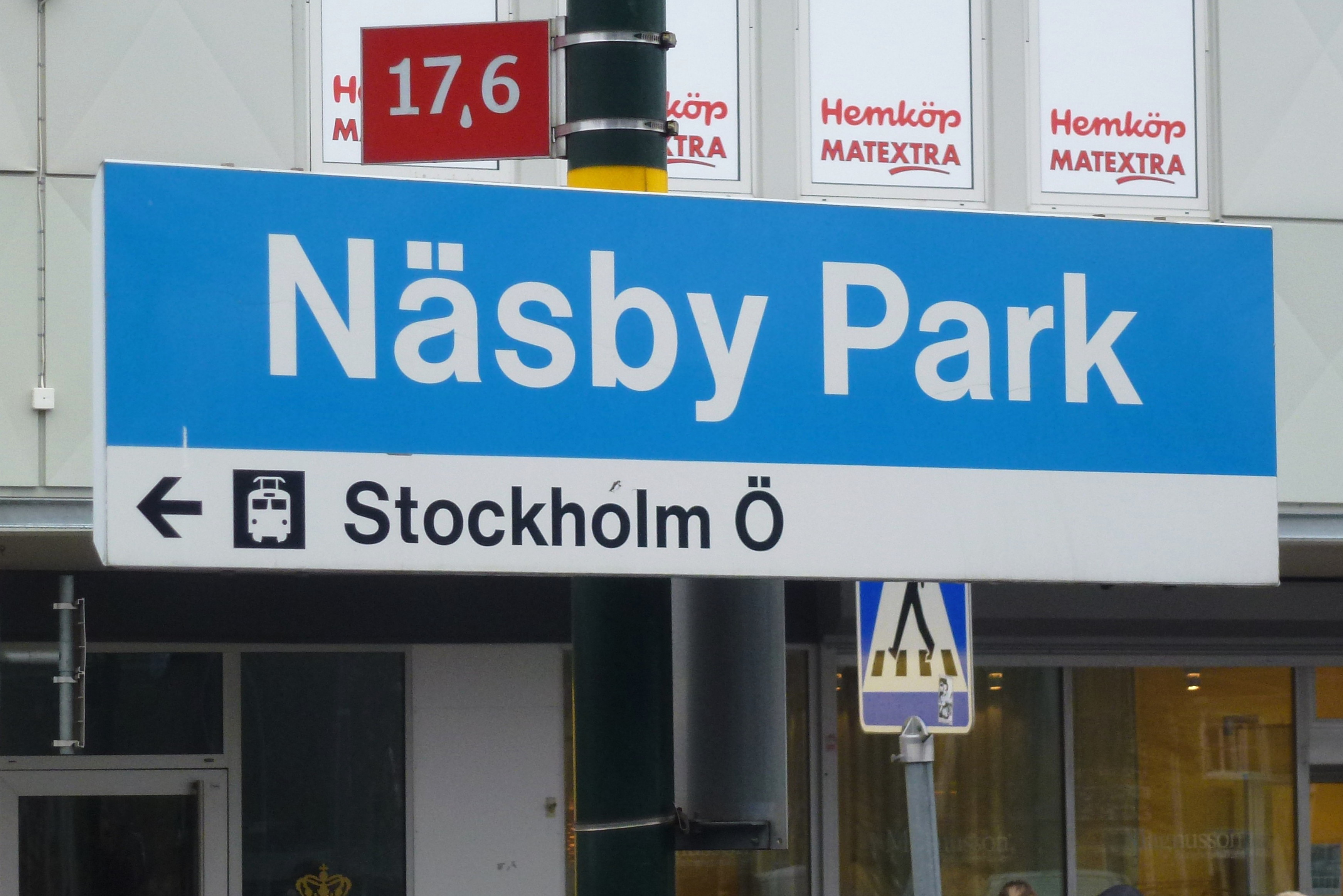
Stationsskylt "Näsby Park" på Roslagsbanan.

Djursholmsbanornas gren till Altorp förlängdes 1928 till Lahäll och sedan 1937 vidare till Näsbypark. Statens Järnvägar (SJ) tog över trafiken på 1950-talet och döpte om de tidigare fristående järnvägarna i Roslagen till Roslagsbanan (i denna benämning ingick även Näsbyparkslinjen). På 1970-talet tog SL över trafiken och fortsatte att bedriva den på samma sätt som SJ. Det hade dock länge funnits tankar på att lägga ned samtliga smalspåriga järnvägar i Sverige till vilka Roslagsbanan hörde. Under 70-talet lät man i Täby kommun hålla en folkomröstning om Roslagsbanans framtid och tunnelbanans eventuella dragning till Täby. Detta skulle i praktiken inneburit slutet på hela Roslagsbanan och då även en nedläggning av Näsbyparkslinjen. 
I Näsbyparks villaområde finns två hållplatser på Roslagsbanan: Näsby allé och ändstationen Näsbypark. Båda dessa hållplatser har endast enkelspår och en perrong. Tågen går normalt i halvtimmestrafik med vissa undantag under rusningstid då tågen går tätare.
Näsby allé ligger 10,9 km från Stockholms östra och Näsbypark ligger 11,6 km från Stockholms östra. Tidigare fanns ett rundgångsspår, men numera slutar enkelspåret enbart i en stoppbock. En resa mellan Näsbypark och Stockholms östra tar ca 20 minuter.

## Näringsliv

### Försvarsmakten
År 1943 omlokaliserades Sjökrigsskolan från Skeppsholmen till Näsby slott. Inför och efter omlokaliseringen av skolan uppfördes under 1940-talet 25 byggnader, bland annat tre större förläggnings- och skolkaserner samt en kadettmäss i anslutning till Näsby slott. Inför försvarsbeslutet 1982 föreslog regeringen att Sjökrigsskolan skulle omlokaliseras till Berga. Skolan upplöstes 1987, men kom istället att uppgå i Marinens officershögskola i Karlskrona. Inför att skolan skulle avvecklas, gav regeringen den 5 september 1985 i uppdrag till Fortifikationsförvaltningen att mark och anläggningar vid Näsby Park skulle avyttras. Genom försvarsutredning 88 kom dock regeringsbeslutet att ändras till att området istället skulle behållas och utvecklas. Det med bakgrund till att överbefälhavaren föreslog att etablissementet i Bagartorp skulle lämnas, och de två värnpliktskontoren där, Östra värnpliktskontoret och Marinens värnpliktskontor skulle sammanslås till Mellersta värnpliktskontoret. Även Kustartilleriets skjutskola skulle temporärt förläggas till Näsbypark, för att senast den 1 juli 1992 förläggas till Rindö. Kustartilleriets skjutskola lokaliserades till Näsbypark 1990, och den 1 juli 1994 flyttade Värnpliktsverket in på Näsbypark, med dess nya regionkontor Mellersta värnpliktskontoret. År 1995 tillkom Kustartillericentrum, och därmed kom även Kustartilleriets stridsskola att kvarstå i Näsbypark. År 1998 upplöstes och avvecklades Kustartillericentrum, kvar på området var då endast Pliktverket tillsammans med Kustartilleriets stridsskola. 
Inför försvarsbeslutet 2000 föreslog regeringen att Operativa insatsledningen skulle förläggas till Näsbypark. Initialt förlades staben till olika byggnader i centrala Stockholm. Som permanent plats föreslog dock regeringen att staben skulle förläggas till Bålsta. Något beslut togs inte i frågan, utan sköts på vidare utredning. Försvarsmakten redovisade olika lokaliseringsalternativ, däribland Bålsta, Musköbasen och Uppsala-Ärna flygplats, där de själva förordade Bålsta. Samtliga alternativ skulle innebära en investering på cirka 300-400 miljoner kronor. På uppdrag av Försvarsdepartementet utredde Försvarsmakten ytterligare alternativa lokaliseringar inom Stockholmsområdet, där de kom att förorda en lokalisering till Näsbypark i Täby kommun. Att förlägga staben till Näsbypark skulle omfatta en investering på cirka 260 miljoner kronor. Lokalerna ansågs även flexibla för framtida förändringar av verksamheten, och skulle kunna anpassas utan omfattande nybyggnationer av byggnader. Regeringens förslag byggde på att lokaliseringen av Operativa insatsledningen Näsbypark skulle inledas den 1 april 2002, och i sin helhet vara lokaliserad senast den 31 december 2004. Efter 11 september-attackerna belyste regeringen sårbarheten med konventionella byggnader, civila människor och byggnader i anslutning till en angripares mål. Därmed kom beslutet att lokalisera Operativa insatsledningen till Näsbypark upphävas. Som alternativ till Näsbypark beslutades att Operativa insatsledningen skulle lokaliseras till Uppsala-Ärna flygplats senast den 31 december 2004. Den 17 december 2001 flyttade Amfibiestridsskolan från Näsbypark till Rindö, där skolan samlokaliserades med Vaxholms amfibieregemente. Efter att Amfibiestridsskolan lämnade området, övergick kvarvarande verksamhet i en avvecklingsorganisation. Avvecklingsorganisation verkade fram till den 31 december 2001 då Försvarsmakten lämnade området helt. Den 30 juni 2009 lämnade Pliktverkets regionkontor Stockholm Näsbypark, vilket också blev den sista enheten på området med en militär anknytning. Skolbyggnaderna och flera andra byggnader revs 2019. Bostäder och servicehus uppförs nu inom området.

## Galleri

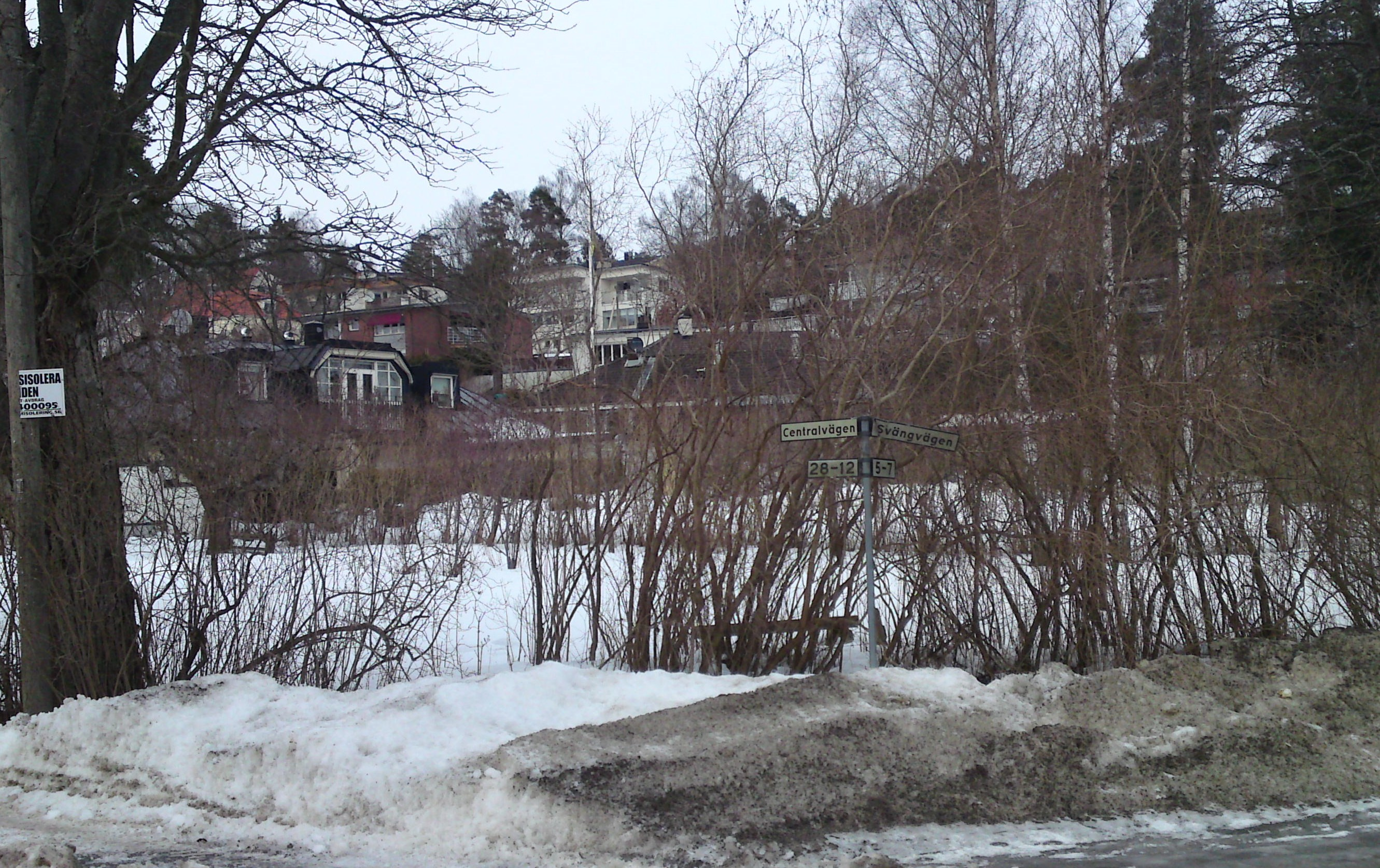
Näsbypark Sjösidans villaområde sett från Centralvägen.
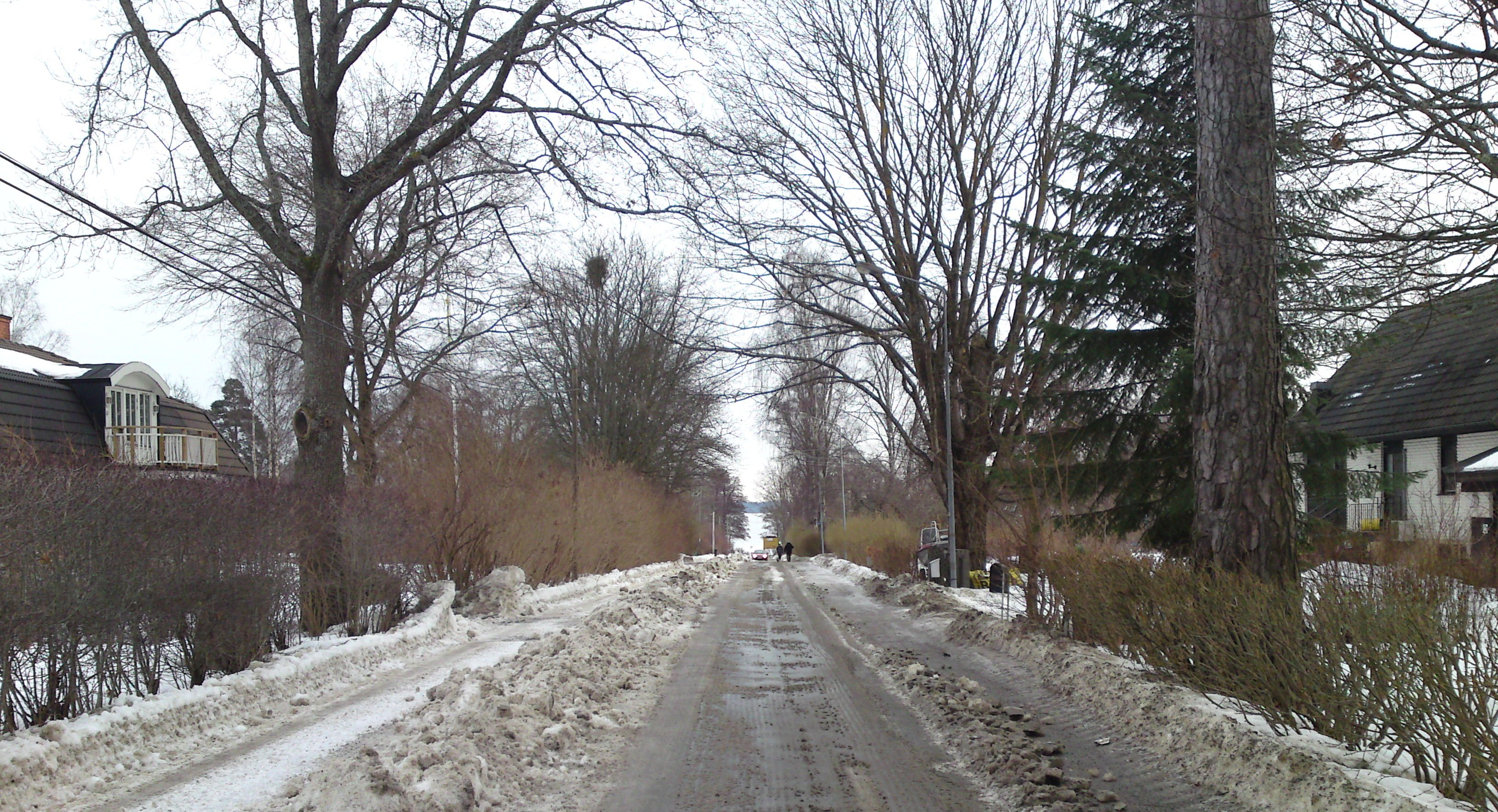
Centralvägen med vy mot Stora Värtan och badplatsen Näsaäng.
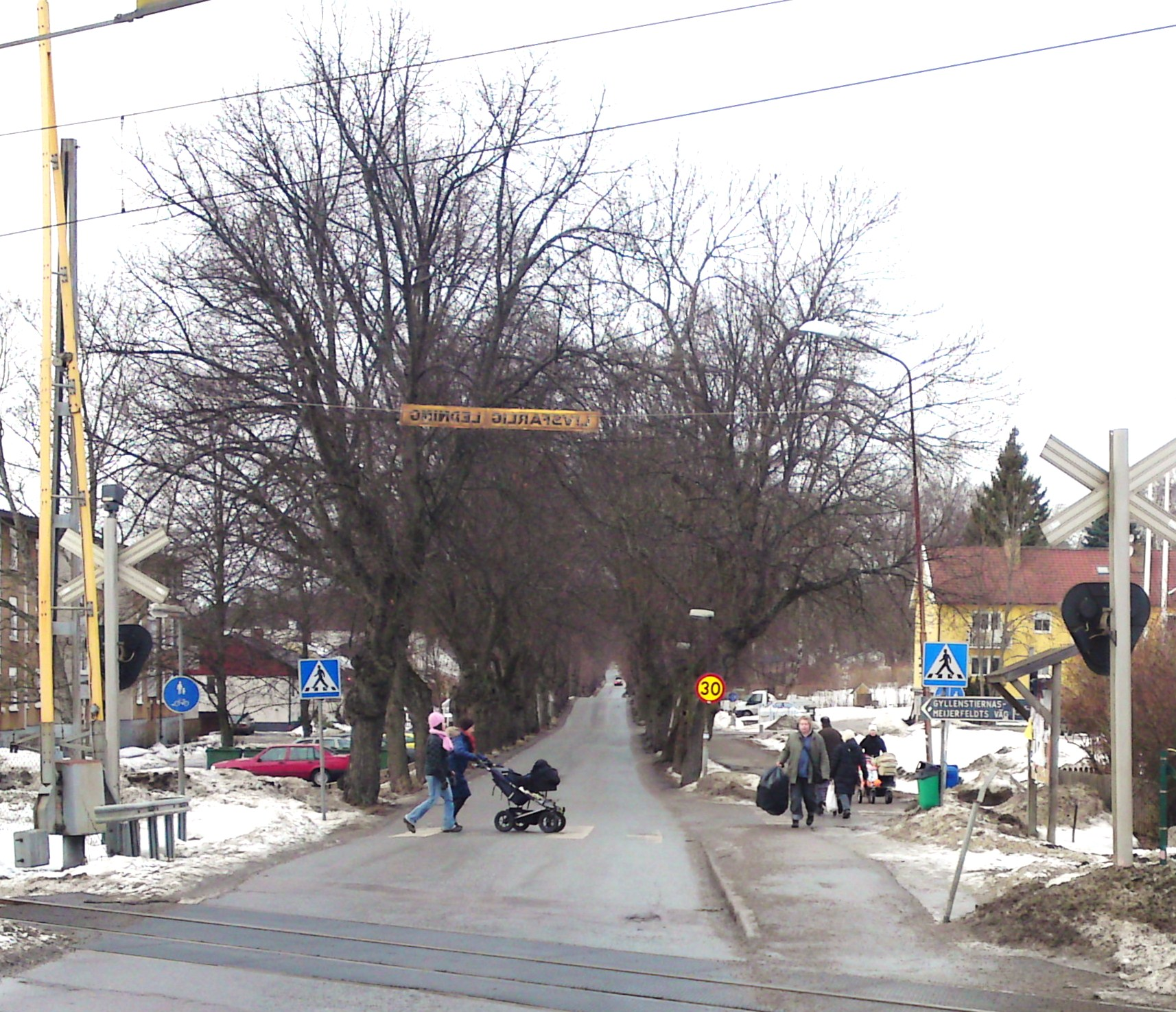
Näsby allé med vy från Näsby slott och med Roslagsbanans järnvägsövergång.
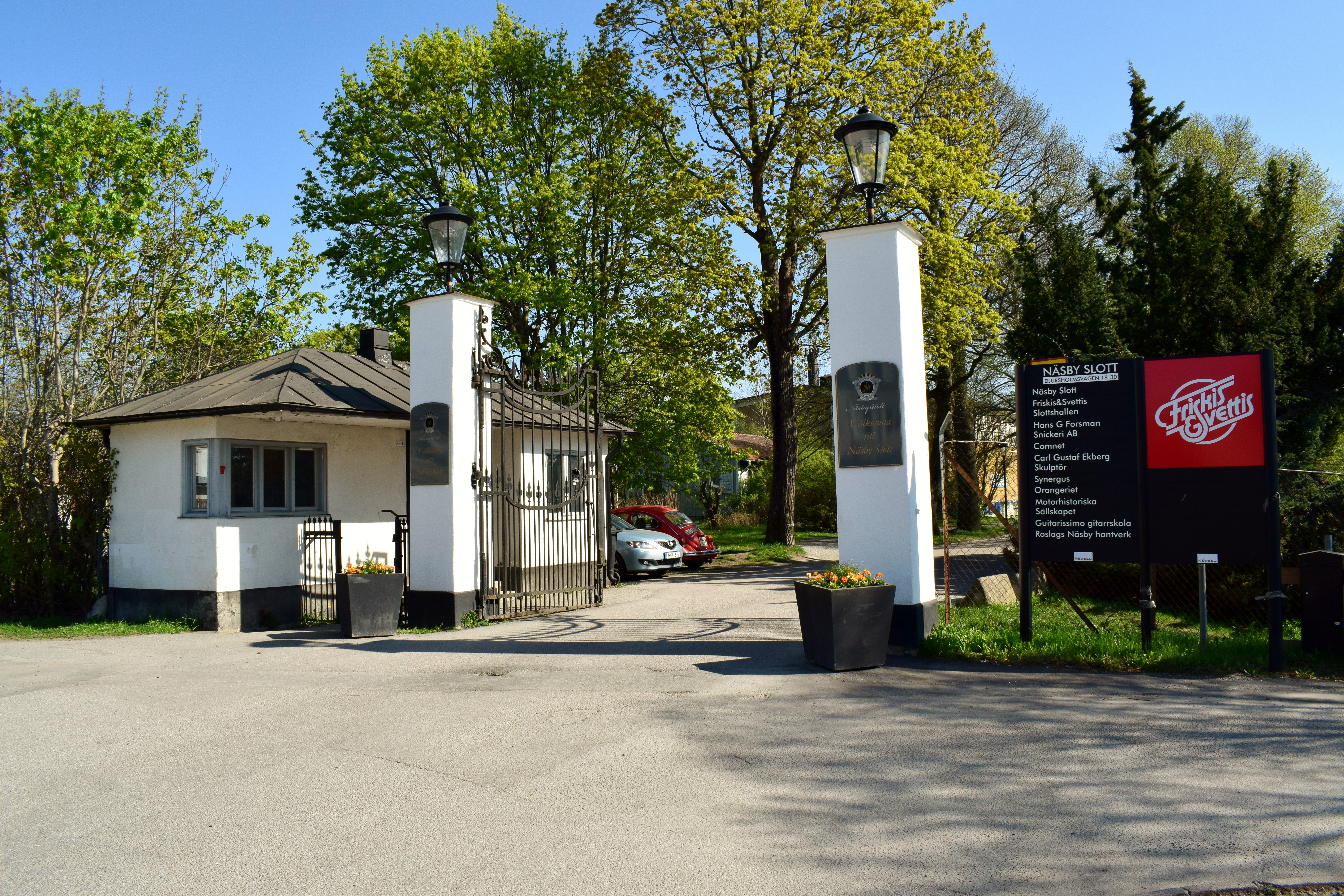
Före detta kasernvakten vid Näsbypark
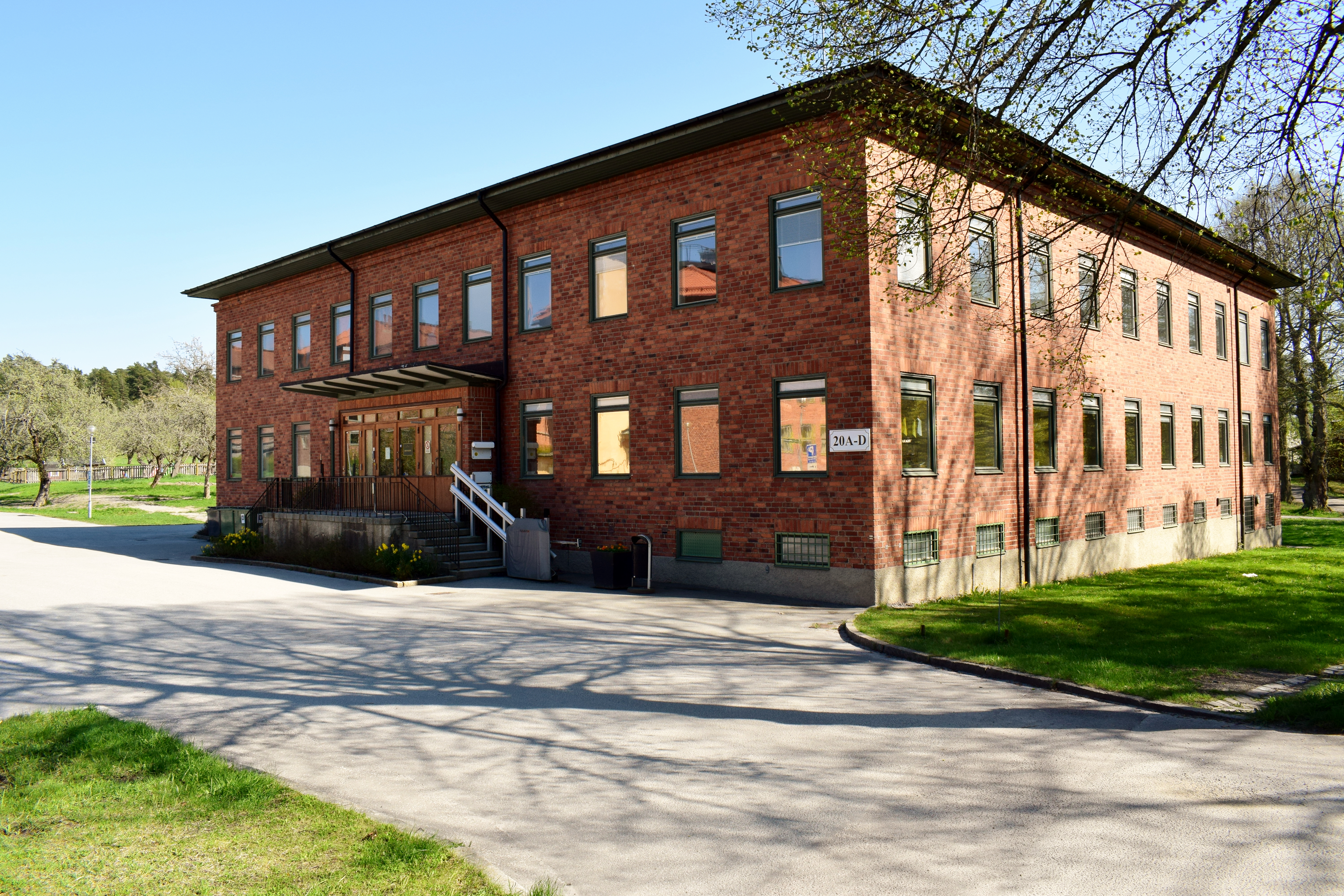
Före detta kadettmässen i Näsbypark
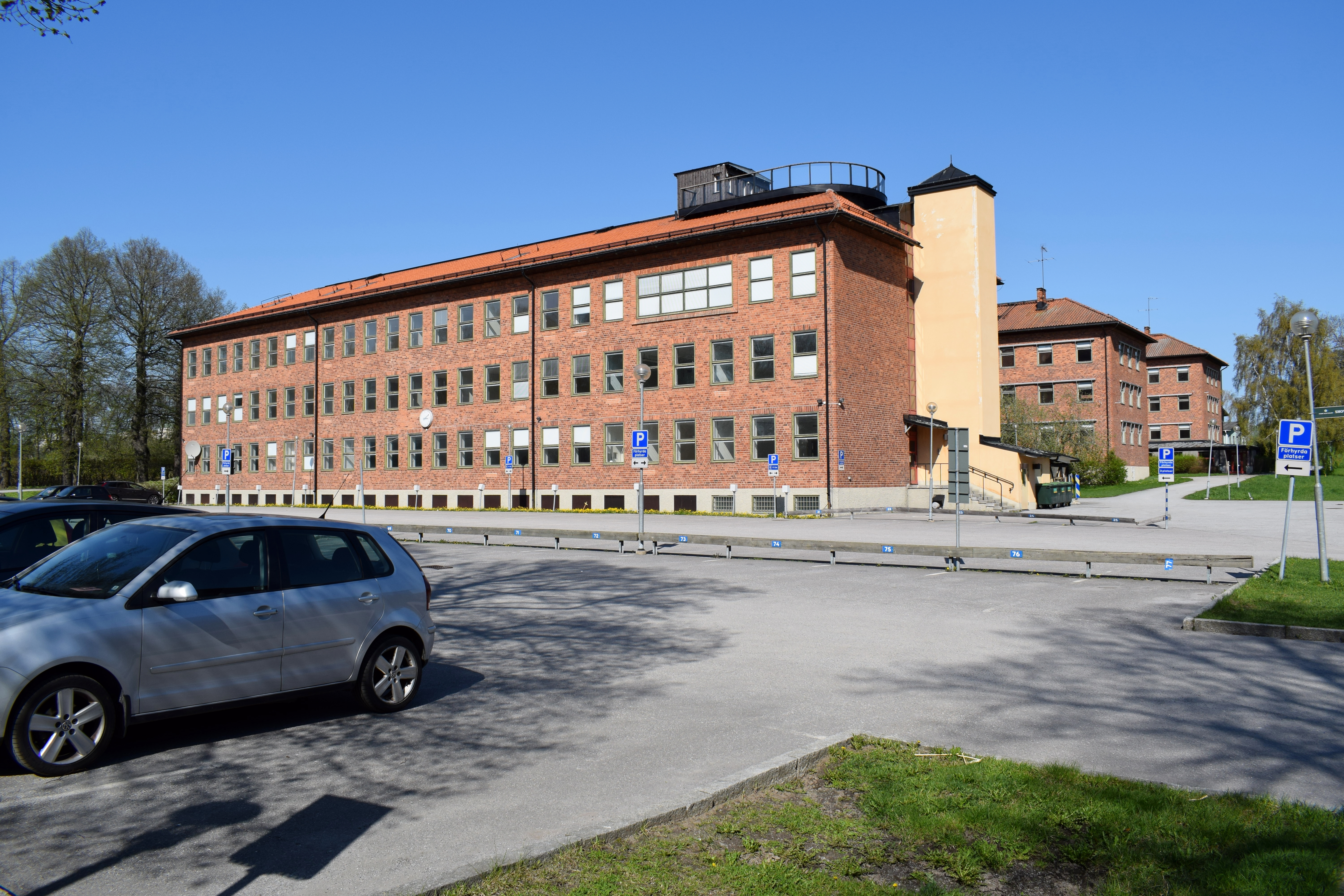
Skolbyggnader vid Näsbypark (numera rivna)
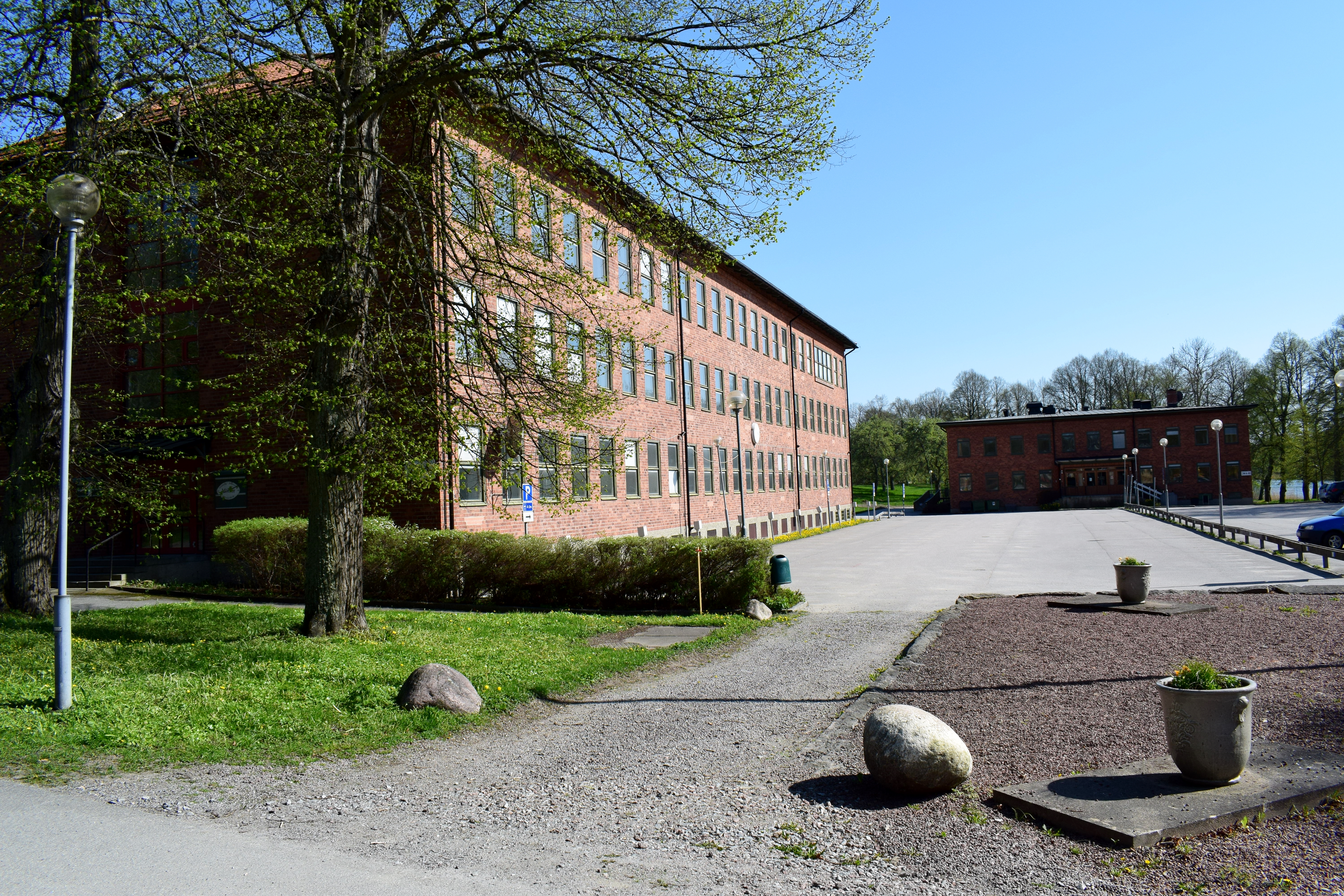
Skolbyggnad (numera riven) samt kadettmässen vid Näsbypark